# Seychellaria perrieri
Seychellaria perrieri är en enhjärtbladig växtart som beskrevs av Rudolf Schlechter. Seychellaria perrieri ingår i släktet Seychellaria och familjen Triuridaceae.
Artens utbredningsområde är Madagaskar. Inga underarter finns listade.